# Seznam členů Slovenské národní rady po volbách v roce 1960
Toto je seznam členů Slovenské národní rady po volbách v roce 1960, kteří zasedali v tomto nejvyšším zákonodárném sboru Slovenska. 
Šlo o čtvrtou Slovenskou národní radu zvolenou v řádných volbách a zároveň první, která fungovala již podle nově přijaté Ústavy Československé socialistické republiky. Sbor pověřenců coby kolektivní exekutivní orgán byl po volbách v roce 1960 zrušen. Volby se odehrávaly v systému jednotné kandidátní listiny Národní fronty. Zvoleno bylo 87 poslanců SNR. Početně dominovala Komunistická strana Slovenska. Mandáty získala i Strana slovenské obrody a Strana slobody. 

## Seznam poslanců
Řazeno abecedně, v závorce stranická příslušnost (pokud je známa).
členové SNR, zvolení ve volbách 1960, kteří složili slib na první schůzi
- Karol Bacílek (KSS)
- Cecília Bačová
- Andrej Bagar (KSS[2])
- Zoltán Bánský (KSS)
- Jozef Bednár (Strana slobody)[3]
- Ľudovít Benada (KSS)
- Vasil Biľak (KSS)
- Mária Bokrošová
- Štefan Brenčič (KSS)
- Emil Búš
- Vojtech Daubner (KSS)
- Pavol David (KSS[4])
- Jozef Demian
- František Déneš (KSS[5])
- Jozef Dočkal (SSO[6])
- Michal Držík
- Vilma Ďuratná (KSS)[7]
- Irena Ďurišová (KSS)
- Daniel Futej (KSS)
- Jozef Gajdošík (SSO)
- Františka Gečová
- Ladislav Gešo[8] (KSS[9])
- Július Glazunov (KSS)[10]
- Jozef Haša (SSO)
- Jozef Holička (KSS)
- dr. h. c. Alexander Horák (bezpartijní)
- Martin Hraško (SSO)
- Štefan Hrubík
- Ján Humeník (KSS)
- Vojtech Choleva (KSS)
- Michal Chudík (KSS)
- MUDr. Imrich Ivančo
- Oskár Jeleň[11] (KSS)
- Jozef Lukačovič (SSO)
- Ondrej Klokoč (KSS)
- Jaroslav Knížka (KSS)
- Jozef Knotek
- Františka Kotvasová
- Miloš Krno (KSS[12])
- Ladislav Leco (SSO)[13]
- Ján Leška
- Ján Macúch
- Mária Maďarová
- Gustáv Machata (KSS)[14]
- Pavol Majling (KSS)
- Ján Marko (KSS)
- Michal Martinkovič (KSS)[15]
- Viliam Meszároš
- Ján Mešťánek
- Martin Mikuláš (KSS)
- Emília Muríňová (KSS)
- Pavol Németh (KSS)
- Michal Páleník
- Ján Paňko (KSS)[16]
- Alexander Paulovič (KSS)
- Žofia Pešťová
- Mária Piecková
- Emil Píš (KSS)
- Anna Popovičová
- Peter Porubeň (KSS)
- Anton Prečuch (KSS)
- Oľga Prelecová
- Amália Proksová
- Magdaléna Putišková
- Milan Rázus (KSS)
- Jozef Rondík (Strana slobody)[17]
- gen. por. František Sedláček[18]
- František Seifert
- akad. Andrej Sirácky (KSS[19])
- Marta Slezáková
- Vladimír Stoje (KSS)
- Rudolf Strechaj[20] (KSS)
- Terézia Strmenská (KSS)[21]
- Ondrej Súlety (Strana slobody)
- Ján Štencl (KSS)
- Samuel Takáč (KSS)
- Pavol Tonhauser (KSS)
- Vojtech Török (SSO)
- Karol Tomaškovič
- Imrich Tóth
- Anna Trojanovičová (KSS)[22]
- Irma Vidová (Csemadok)
- Jozef Vyletel (KSS)
- Mária Zajačková
- Michal Žákovič (Strana slobody)
- Šimon Žbirka (KSS)
- Božena Žitníková

členové SNR, kteří nastoupili do SNR dodatečně
- Peter Colotka[23] (KSS)
- Ladislav Kompiš[24] (KSS)
- Vincenc Krahulec[25] (KSS[26])
- Jozef Lenárt[27] (KSS)
- Matej Lúčan[28] (KSS)
- Michal Sabolčík[29] (KSS)
- Anton Ťažký[28] (KSS)